# Dècada del 1970
La dècada del 1970 comprèn el període d'anys entre el 1970 i el 1979, tots dos inclosos.

## Tendències globals
Es pot considerar els 70 com un "temps pont" cap a l'estructura social global actual.
La interdependència de les economies i el gran impacte que va tenir en la resta del món —que va resultar en la primera potència econòmica del món (els Estats Units d'Amèrica)— es van fer prou palesos. Tot plegat va iniciar el trànsit cap a la globalització i l'eclosió d'una nova classe mitjana en el món desenvolupat.
Globalment, els 70 tingueren trets característics que foren semblants arreu del món, malgrat les diferències econòmiques i geogràfiques, entre els quals destacaren per sobre de tots:
- La crisi del petroli del 1973.
- L'abandonament del camp per anar a viure a ciutat.
- El creixent rol de la dona en la societat i en el món laboral.

Altres fets de gran transcendència mundial van ser:
- El Japó es va atansar al segon lloc en la llista d'economies mundials en detriment d'Europa.
- Els règims comunistes van mostrar els primers signes d'estancament, llevat del cas de la Xina.
- Els països en vies de desenvolupament van experimentar un creixement econòmic per la seva independència política i la revolució verda de finals del 60. Tanmateix, la crisi del petroli va fer que moltes economies africanes es col·lapsessin i esdevinguessin règims dictatorials.
- Moltes democràcies de l'Orient Mitjà van esdevenir règims caòtics amb governs pseudodemocràtics o directament dictadures militars, cosa que també va ocórrer en molts països de l'Amèrica Llatina.

### Estat espanyol

#### L'agonia del franquisme i mort del dictador. Transició cap a la democràcia
- Vagues obreres, retirada progressiva del suport eclesiàstic, irrupció d'ETA -amb el posterior gran cop de l'assassinat de Carrero Blanco-, inici de recessió econòmica a conseqüència de la puja del preu del cru, inflació per sobre de la declarada oficialment, i pressió internacional en contra del règim van ser trets característics de la primera meitat de la dècada.
- El 20 de novembre de 1975, mor el dictador Francisco Franco, i el príncep Juan Carlos -nomenat successor a la prefectura de l'estat pel mateix dictador- esdevé el rei Joan Carles I tres dies més tard.
- Realització de les primeres eleccions democràtiques després de la dictadura, el 15 de juny de 1977. La Unión de Centro Demócrático (UCD) és el partit més votat, i encarregat de formar govern. S'inicia el procés de redacció de la Constitució.
- El 29 de setembre de 1977, el president del govern deroga la llei franquista de 1938, que eliminava les institucions catalanes i restableix la Generalitat provisional, única institució de l'època de la Segona República que serà reinstaurada.
- El 15 d'octubre es publica la llei 46/1977, d'amnistia, que suposa una llei de punt final, que eximia els participants en el règim feixista i els defensors i lluitadors pel restabliment del sistema democràtic.
- El 6 de desembre de 1978 s'aprova en referèndum la Constitució espanyola, que entra en vigor el 29 de desembre. La nova constitució establiria el sistema de la monarquia constitucional, basada en un cap d'estat hereditari i un president de govern escollit democràticament, i un sistema descentralitzat de repartiment de poder, anomenat autonòmic.

### Estats Units
Si la dècada del 60 va veure créixer l'activisme social, els 70 van significar un pas enrere en aquest sentit. Això es va evidenciar fins i tot en la música: la música disco va guanyar la partida als cantautors i la cançó protesta. La pobresa urbana va créixer i les taxes de crim urbà amb aquest. El cas Watergate va acabar amb la carrera del president dels Estats Units, Richard Nixon, i paral·lelament es va viure la fi de la Guerra del Vietnam.
L'esclat de violència de l'Orient Mitjà va acabar amb un país paralitzat per la crisi del petroli del 1973. Mentre l'economia s'aturava, el consum de drogues entre la població creixia. Al final de la dècada, el moviment feminista havia ajudat a millorar les condicions laborals de les dones i la causa ecologista havia arrelat als EUA i Europa.

### Resta del món
- L'economia del Japó, a diferència de la dels EUA, va créixer fins a fiançar-se en el segon lloc de les economies mundials per importància.
- Al tercer món, la revolució verda va fer creure que aquestes economies podrien sortir del pou, tal com va passar a Europa amb el pla Marshall, però la crisi del petroli va truncar el somni. El somni d'una societat més igualitària es va esvair.

El 1973, es va acabar la Guerra del Vietnam amb els acords de pau de París, fet que deixà via lliure al comunisme al sud-est asiàtic. A la veïna Cambotja, milions de persones van ser executades en "camps de treball" sota el règim comunista de Pol Pot, un dels més grans assassins de la història de la humanitat.
Els sud-africans negres, majoria al seu país, van haver de patir encara anys d'apartheid després de la mort de l'activista Steve Biko.

## Economia dels setanta
El període de postguerra comprès entre 1945 i 1969 fou una època de prosperitat. La robusta economia nord-americana i el pla Marshall van mantenir la línia de flotació de l'economia mundial. Però la crisi del petroli de 1973 va significar retrocés, atur i inflació per a la resta de la dècada.
A l'Europa de l'Est, les economies d'inspiració i tutela soviètica van començar a evidenciar signes d'estancament, on els èxits eren seguits de grans revessos. La crisi del cru va fer créixer les exportacions, especialment les soviètiques, però el sector agrari va començar a ser un greu maldecap per a aquestes economies.

### Crisi del petroli
Econòmicament, els 70 van venir marcats per la crisi energètica, amb pics el 1973 i 1979. Després de la crisi del 73, la benzina va ser racionada en molts països. Europa depenia del petroli de l'Orient Mitjà, i els EUA, malgrat tenir les seves pròpies reserves, van patir igualment. Mots països europeus van establir els "dies sense cotxes". L'amarga experiència que les reserves de cru no eren inesgotables i que el desenvolupament tecnològic no era sostenible sense malmetre l'entorn va acabar amb l'era del modernisme. Com a resultat, l'ecologisme va sorgir com a moviment social.

## Altres esdeveniments que van marcar la dècada

### Política i economia

#### Europa
- Cau el règim militar de Portugal en la Revolució dels clavells del 24 d'abril de 1975.

#### Món
1970
- Anwar el-Sadat és elegit president de la RAU (Egipte).

1971
- Idi Amin i els seus rebels enderroquen el govern d'Uganda.

1973
- El general colpista Augusto Pinochet enderroca el govern de Salvador Allende a Xile.
- Fi de la Guerra del Vietnam pel tractat de París.

##### Al llarg de la dècada
- Règim dels Khmers rojos de Pol Pot a Cambotja (1975-1979): prop de tres milions de persones moren assassinades.[1]

### Ciència i tecnologia
- Gran transcendència de l'anomenada píndola contraceptiva en la dinàmica social i demogràfica al primer món.
- El 1978 neix el primer humà fruit d'inseminació in vitro: Louise Brown, l'anomenada nena proveta.
- Són llançades per la NASA les sondes Pioneer i Viking.

### Desastres
- 1971
  - Epidèmia de còlera al recentment independitzat Bangladesh (ant. Pakistan Oriental).

### Societat

#### Moviments socials
- Ecologisme.
- Proavortament.
  - 1970: Entra en vigor a Nova York la llei més liberal dels EUA en pro de l'avortament.
- Drets dels homosexuals.

- Feminisme, drets de les dones.
  - 1970: una manifestació de 10.000 dones a Nova York celebra el 50è aniversari de l'abolició de 19a esmena de la constitució dels EUA.

### Cultura
El Washington Post rep el Pulitzer per les seves investigacions en l'escàndol Watergate (1973).

#### Cinema
- Cinema de la dècada del 1970 als Països Catalans i a Espanya
- Cinema de la dècada del 1970 a la resta d'Europa
- Cinema de la dècada del 1970 als Estats Units
- Cinema de la dècada del 1970 a la resta del món

#### Música
- Música de la dècada del 1970 als Països Catalans i a Espanya
- Música de la dècada del 1970 a la resta d'Europa
- Música de la dècada del 1970 als Estats Units
- Música de la dècada del 1970 a la resta del món

#### Literatura
- Literatura de la dècada del 1970 als Països Catalans i a Espanya
- Literatura de la dècada del 1970 a la resta d'Europa
- Literatura de la dècada del 1970 als Estats Units
- Literatura de la dècada del 1970 a la resta del món

#### Esport
- Esport mundial a la dècada del 1970
- Esport de la dècada del 1970 als Països Catalans i a Espanya
- Esport de la dècada del 1970 a la resta d'Europa
- Esport de la dècada del 1970 als Estats Units
- Esport de la dècada del 1970 a la resta del món

## Any1970

### Futbol
- L'Atlético de Madrid campió de la lliga espanyola de futbol.

## Any1971

### Futbol
- El València campió de la lliga espanyola de futbol.
- El Barça es proclama campió de la copa d'Espanya de futbol.

## Any1972

### Futbol
- El Real Madrid campió de la lliga espanyola de futbol.

## Any1973

### Futbol
- L'Atlético de Madrid campió de la lliga espanyola de futbol.
- El  Llevant puja a la Segona Divisió

## Any1974

### Futbol
- El Barça campió de la lliga espanyola de futbol.

## Any1975

### Futbol
- El Real Madrid campió de la lliga espanyola de futbol.

## Any1976

### Futbol
- El Real Madrid campió de la lliga espanyola de futbol.
- El  Llevant torna a pujar a la Segona Divisió

## Any1978

### Futbol
- El Barça campió de copa d'Espanya de futbol.
- El Real Madrid campió de la lliga espanyola de futbol.

### Bàsquet
- El Joventut de Badalona campió de la lliga espanyola de bàsquet.

### Motociclisme
- Ricard Tormo es proclama campió del món de motociclisme en la categoria de 50 cc.

## Any1979

### Futbol
- El València campió de la copa d'Espanya de futbol.
- El Real Madrid campió de la lliga espanyola de futbol.

### Personatges rellevants

#### Líders mundials i polítics
- Richard Nixon, president dels EUA
- Jimmy Carter, president dels EUA
- Henry Kissinger, secretari d'Estat dels EUA
- Aiatol·là Khomeini, cap d'Estat de l'Iran
- Leonid Bréjnev, president del Soviet Suprem
- Helmut Schmidt, canceller de la República Federal Alemanya
- Willy Brandt, canceller de la República Federal Alemanya
- Valéry Giscard d'Estaing, president de la República Francesa
- Edward Heath. primer ministre del Regne Unit
- Salvador Allende, president de República de Xile
- Augusto Pinochet, president de República de Xile
- Fidel Castro, primer ministre del Cuba
- Mao Zedong, president de República Popular de la Xina
- Kim Il-sung, Corea del Nord
- Golda Meïr, primera ministra d'Israel
- Menahem Beguín, primer ministre d'Israel
- Anwar el-Sadat, president de la República Àrab d'Egipte
- Iàssir Arafat, president de l'Autoritat Nacional Palestina
- Moammar al-Gaddafi, Líbia

#### Esportistes
- Futbol: Franz Beckenbauer - Johan Cruyff - Johan Neeskens - Paul Breitner - Zico
- Gimnàstica: Nadia Comaneci
- Natació: Mark Spitz
- Atletisme: Alberto Juantorena - Edwin Moses
- Fórmula 1: Niki Lauda - Emerson Fittipaldi - Jackie Stewart
- Ciclisme: Eddy Merckx - Bernard Hinault - Luis Ocaña
- Motociclisme: Angel Nieto - Kenny Roberts - Giacomo Agostini
- Bàsquet: Kareem Abdul-Jabbar - Julius Erving - Nino Buscató - Mika Slavnic
- Boxa: Joe Frazier - Muhammad Alí - George Foreman

Moda
La moda en els anys 70 reflexaba un nou interés de lliure expressió mitjançant la roba.
Va aparèixer la roba unisex i les sabates de plataforma per els dos gèneres.
Les dones utilitzaven pantalons més que mai.
https://cafeversatil.com/moda-anos-70/